# SV Alemannia Haibach
Der SV Alemannia Haibach ist ein Fußballverein aus Haibach, der 1919 gegründet wurde und derzeit in der Fußball-Landesliga Bayern spielt.

## Geschichte
Der Verein wurde am 2. Oktober 1919 von den neun Männern Hermann Arnold, August Elbert, Eugen Elbert, Anton Fuchs, Franz Hartmann, Johann Hein, Paul Kunkel, Anton Steigerwald und Lorenz Steinbauer in Haibach gegründet. Erster Vorstand wurde 1920 Stefan Rohe. Ein Jahr später fusionierte der Verein mit dem Sportverein Adler. Nach längerer Zeit und Streit mit der Gemeinde erhielt die Alemannia 1922 den ersten Sportplatz. 1928 stand der Verein schon mit sechs Mannschaften (Senioren, Jugend und Schülermannschaften) auf dem Feld und 1929 spielte die erste Mannschaft in der A-Klasse. In den Kriegsjahren des Zweiten Weltkriegs konnten nur die Jugendmannschaften spielen. Nach dem Neuanfang 1945 wurde der normale Spielbetrieb wieder aufgenommen. Der erste Erfolg dieser Mannschaft war 1946 die Meisterschaft in der Kreisklasse 2. 1948 übernahm der Fußballverein einen neuen Platz. Nach jahrelangen Verhandlungen konnte 1959 mit dem Bau eines Sportheims begonnen werden, welches der Bayerische Landes-Sportverband bezuschusste. Vorgesehen waren zwei Umkleideräume, Schiedsrichterraum, Duschraum, sanitäre Anlagen und ein Aufenthaltsraum. Im Jahre 1961 wurde die Alemannia Sieger in der Amateurliga Ufr.-West.
Die Alemannia Haibach stieg 1997 unter Trainer Markus Schäfer erstmals in die Bayernliga auf, welche damals direkt unter der Regionalliga die 4. Spielliga Deutschlands markierte. Der SVA musste aber in der folgenden Saison wieder absteigen. In der Saison 2006/07 scheiterten sie in der Qualifikationsrunde zur Bayernliga an der TSG Thannhausen. In der Saison 1979/80 spielte Alemannia Haibach im DFB-Pokal. In der ersten Runde schied der Verein gegen den VfL Frohnlach mit 4:8 (4:4) nach Verlängerung aus. 2008 wurde die Alemannia unterfränkischer TOTO-Pokal-Sieger durch ein 3:1 gegen den TSV Großbardorf. 2011 wurde der SVA Bayerischer Hallenmeister nach einem 11:10-Sieg nach Siebenmeterschießen gegen den Würzburger FV.

## Stadion
Die Spielstätte des Vereins ist das Stadion am Hohen Kreuz in Haibach mit 1.200 Stehplätzen.

## Ligazugehörigkeit seit 1994
Grün unterlegte Spielzeiten kennzeichnen einen Aufstieg, rot unterlegte einen Abstieg. Die römische Ziffer in den Klammern hinter der Liga zeigt die Höhe der jeweiligen Spielklasse an.
| Liga          | Saison                            | Platz | Tore  | Punkte |
| ------------- | --------------------------------- | ----- | ----- | ------ |
| 1994/95       | Landesliga Nord (V)               | 2.    | 76:39 | 51     |
| 1995/96       | Landesliga Nord (V)               | 2.    | 80:33 | 74     |
| 1996/97       | Bayernliga (IV)                   | 17.   | 45:73 | 29     |
| 1997/98       | Landesliga Nord (V)               | 17.   | 46:76 | 39     |
| 1998/99       | Bezirksoberliga Unterfranken (VI) | 2.    | 71:37 | 53     |
| 1999/00       | Landesliga Nord (V)               | 13.   | 61:65 | 44     |
| 2000/01       | Landesliga Nord (V)               | 4.    | 62:52 | 59     |
| 2001/02       | Landesliga Nord (V)               | 10.   | 69:68 | 52     |
| 2002/03       | Landesliga Nord (V)               | 6.    | 54:56 | 56     |
| 2003/04       | Landesliga Nord (V)               | 5.    | 70:60 | 50     |
| 2004/05       | Landesliga Nord (V)               | 6.    | 74:57 | 57     |
| 2005/06       | Landesliga Nord (V)               | 10.   | 63:65 | 43     |
| 2006/07       | Landesliga Nord (V)               | 2.    | 87:41 | 64     |
| 2007/08       | Landesliga Nord (V)               | 4.    | 75:45 | 61     |
| 2008/09       | Landesliga Nord (V)               | 3.    | 89:50 | 66     |
| 2009/10       | Landesliga Nord (V)               | 5.    | 81:45 | 67     |
| 2010/11       | Landesliga Nord (V)               | 6.    | 71:60 | 59     |
| 2011/12 A     | Landesliga Nord (V)               | 9.    | 55:47 | 48     |
| 2012/13       | Bayernliga Nord (V)               | 10.   | 53:52 | 42     |
| 2013/14       | Bayernliga Nord (V)               | 16.   | 41:54 | 35     |
| 2014/15       | Bayernliga Nord (V)               | 12.   | 43:54 | 43     |
| 2015/16       | Bayernliga Nord (V)               | 6.    | 58:49 | 58     |
| 2016/17       | Bayernliga Nord (V)               | 17.   | 43:70 | 25     |
| 2017/18       | Landesliga Bayern-Nordwest (VI)   | 9.    | 42:56 | 36     |
| 2018/19       | Landesliga Bayern-Nordwest (VI)   | 5.    | 66:47 | 49     |
| 2019–21       | Landesliga Bayern-Nordwest (VI)   | 2.    | 73:38 | 49     |
| Herbst 2021   | Landesliga Bayern-Nordwest B (VI) | 2.    | 44:21 | 36     |
| Frühjahr 2022 | Landesliga Bayern-Nordwest (VI)   | 6.    | 25:28 | 19     |
| 2021/22       | Landesliga Bayern-Nordwest (VI)   | 6.    | 80:56 | 66     |
| 2022/23       | Landesliga Bayern-Nordwest (VI)   | 3.    | 96:48 | 68     |
| 2023/24       | Landesliga Bayern-Nordwest (VI)   | 5.    | 69:53 | 56     |
| 2024/25       | Landesliga Bayern-Nordwest (VI)   |       |       |        |